# Carlos Alberto Contreras
Carlos Alberto Contreras Caño (Manizales, 11 dicembre 1973) è un ex ciclista su strada colombiano.
Professionista tra il 1995 e il 2003, vinse una tappa al Giro d'Italia.

## Carriera
I principali successi da professionista furono due tappe alla Vuelta a Colombia (una nel 1996 e una nel 1999), la classifica generale della Vuelta a Colombia nel 1999, una tappa al Giro d'Italia 2001, una tappa e la classifica generale della Vuelta a Antioquia nel 2003. Partecipò a tre edizioni del Tour de France, due del Giro d'Italia, una della Vuelta a España e un campionato del mondo.

## Palmarès
- 1996

14ª tappa Vuelta a Colombia
- 1999

9ª tappa Vuelta a Colombia
Classifica generale Vuelta a Colombia
- 2001

14ª tappa Giro d'Italia (Cavalese > Arco)
- 2003

1ª tappa Vuelta a Antioquia (Medellín > Amalfi)
Classifica generale Vuelta a Antioquia

## Piazzamenti

### Grandi Giri
- Giro d'Italia

2001: 8º
2002: non partito (3ª tappa)
- Tour de France

1998: ritirato (10ª tappa)
1999: 19º
2000: ritirato (10ª tappa)
- Vuelta a España

1997: 15º

### Competizioni mondiali
- Mondiali su strada

San Sebastián 1997 - In linea: ritirato